# Diadegma salicis
Diadegma salicis là một loài tò vò trong họ Ichneumonidae.